# Ґедня
Ґедня (пол. Giednia) — село в Польщі, у гміні Шидлово Млавського повіту Мазовецького воєводства.
Населення — 153 особи (2011).
У 1975-1998 роках село належало до Цехановського воєводства.

## Демографія
Демографічна структура станом на 31 березня 2011 року:
|          | Загалом | Допрацездатний вік | Працездатний вік | Постпрацездатний вік |
| -------- | ------- | ------------------ | ---------------- | -------------------- |
| Чоловіки | 80      | 18                 | 54               | 8                    |
| Жінки    | 73      | 14                 | 46               | 13                   |
| Разом    | 153     | 32                 | 100              | 21                   |